# Валски, Якуб
Якуб Валски (чеш. Jakub Valský; род. 7 сентября 1988, Слани) — чешский хоккеист, нападающий. Чемпион Чехии 2016 года. В настоящее время играет за клуб чешской Экстралиги «Били Тигржи Либерец».

## Карьера
Якуб Валски начал свою хоккейную карьеру в 2008 году, в составе команды «Кладно». Все время играл в чешской Экстралиге, за исключением первой части сезона 2016/17, которую он провёл в КХЛ за братиславский «Слован». В 2016 году стал чемпионом Чехии в составе клуба «Либерец». Перед началом сезона 2019/2020 подписал контракт с командой «Рытиржи Кладно». В январе 2020 года вернулся в «Либерец».

## Достижения
Чемпион Экстралиги 2016
 Серебряный призёр Экстралиги 2017

## Статистика
Обновлено на начало сезона 2019/2020
- Чешская экстралига — 523 игры, 201 очко (110+91)
- КХЛ — 34 игры, 4 очка (1+3)
- Лига чемпионов — 14 игр, 9 очков (3+6)
- Сборная Чехии — 16 игр, 3 очка (3+0)
- Всего за карьеру — 587 игр, 217 очков (117+100)